# Elecciones generales de Senegal de 1983
Las elecciones generales de Senegal de 1983 se realizaron el 27 de febrero del mismo año, donde el presidente en ejercicio, Abdou Diouf logró ser reelegido en primera ronda electoral. En la oportunidad además coincidió la elección de la Asamblea Nacional, donde se renovaron los 120 escaños parlamentarios.

## Sistema electoral
Son ciudadanos con derecho a votos todos los mayores de 21 años que gocen de sus plenos derechos y libertades. Los miembros de las fuerzas armadas y de orden, funcionarios de aduana y penitenciaría, mientras ejerzan sus cargos quedan excluidos de su derecho a voto. La inscripción es obligatoria, pero el voto es voluntario.
La Asamblea Nacional se compone por 120 escaños, elegidos bajo sistema mixto de proporcionalidad y cifra repartidora. A las listas parlamentarias se les exige un depósito efectivo el que es devuelto solo a los partidos políticos que obtengan más del 5% de los sufragios.
El Presidente de la República se elige por mayoría absoluta. Si ningún candidato logra superar el 50% se debe efectuar una segunda vuelta o balotaje, entre los dos mayorías relativas.

## Campaña
El candidato oficialista fue Abdou Diouf, líder del Partido Socialista Senegalés que ocupó la presidencia al reemplazar en enero de 1981 a Léopold Sédar Senghor, quien ejerciera la Presidencia desde la independencia hasta su dimisión el 31 de diciembre de 1980.
La oposición, encabezada por el Partido Democrático Senegalés, cuyo líder Abdoulaye Wade ha sido su candidato presidencial en varias oportunidades, mantiene su posición de acusar al gobierno de una campaña desleal al ocupar los medios de comunicación de una manera parcial a favor del partido gobernante.
A esto se une la negativa del Partido Socialista Sengalés y del gobierno de Abdou Diouf a recibir la observación internacional y dar independencia a la Comisión Electoral, lo que genera duras sospechas de irregularidades electorales de parte de algunos países africanos, europeos y de la misma oposición interna.

## Resultados

### Presidenciales
|  | 99,6 % |

|  | 0,4 % |

|  | 100,0 % |

|  | 56,7 % |

|  | 83,45 % |

|  | 14,79 % |

|  | 1,39 % |

|  | 0,20 % |

|  | 0,17 % |

### Parlamentarias
|  | 99,6 % |

|  | 0,4 % |

|  | 100,0 % |

|  | 56,2 % |

|  | 79,94 % |

|  | 13,97 % |

|  | 2,71 % |

|  | 1,21 % |

|  | 1,12 % |

|  | 0,55 % |

|  | 0,38 % |

|  | 0,20 % |